# Léon Raphaël Mokoko
Pour les articles homonymes, voir Mokoko.
Léon Raphaël Mokoko est un homme politique congolais né le 3 juillet 1955 à Mossaka (Cuvette). Il est ambassadeur de la République du Congo en Belgique depuis octobre 2017.
Il fut ministre du Plan et de l'Intégration d'août 2015 à avril 2016, ainsi que ministre délégué chargé du plan et de l'intégration auprès du ministre d’État Gilbert Ondongo de 2012 à 2015. Il fut en outre député de la 1re circonscription de Mossaka de 2007 à 2017.

## Biographie

### Naissance et parcours académique
Léon Raphaël Mokoko naît le 3 juillet 1955 à Mossaka, dans le département de la Cuvette en république du Congo. Il fait ses études à l'Université Marien-Ngouabi. Il part ensuite en France où il obtient un diplôme de programmation économique et de modélisation macroéconomique en 1983 à Paris, puis un diplôme d'agent planificateur d'études économiques à l'Université Toulouse-I-Capitole en 1985.

### Parcours professionnelle et politique
Entre 1988 et 1999, Léon Raphaël Mokoko est successivement directeur de la Monnaie et des institutions financières, puis directeur des relations économiques et financières extérieures.
Candidat indépendant aux élections législatives de 2007, Léon Raphaël Mokoko est élu député de la 1re circonscription de Mossaka (Mossaka 1) le 5 août 2007, succédant à Gabriel Bokilo (en). Le 15 juillet 2012, il est réélu député de Mossaka 1, mais cette fois-ci sous les couleurs du Parti congolais du travail. Lors du décès de sa suppléante Clémence Bomiango, des élections législatives partielles sont organisées le 10 août 2014 dans sa circonscription : Léon Raphaël Mokoko, n'ayant aucun adversaire, est réélu,.
Le 25 septembre 2012, il est nommé ministre délégué chargé du plan et de l'intégration auprès du ministre d’État Gilbert Ondongo. Le 10 août 2015, il devient ministre du Plan et de l’Intégration. À la suite de la réélection de Denis Sassou-Nguesso en mars 2016, il n'est pas reconduit dans le nouveau gouvernement et est remplacé par Ingrid Ebouka-Babackas. La passation de pouvoir a lieu le 7 mai.
Il ne se représente pas lors des élections législatives de 2017, et est remplacé le 19 août 2017 par Marien Mobondzo Endzonga (PCT),.
En mai 2017, il est nommé ambassadeur extraordinaire et plénipotentiaire de la République du Congo auprès du Royaume de Belgique. Il prend ses fonctions le 4 octobre 2017.